# カッピンドウラード
カッピンドウラード（和名：未定、学名：Syngonanthus nitens、ポルトガル語: Capim dourado、英語: Golden grassは、ブラジル中部の原野が広がるセラードと呼ばれるブラジル高原に広がるサバンナに位置する、トカンチンス州ジャラパォンとその周辺の湿原にのみに自生するホシクサ科の植物。
日本語では「黄金の草」または「金色の草」を意味する。種小名の nitens とは、ラテン語で「輝き」を表す。

## 利用

### 手工芸品として

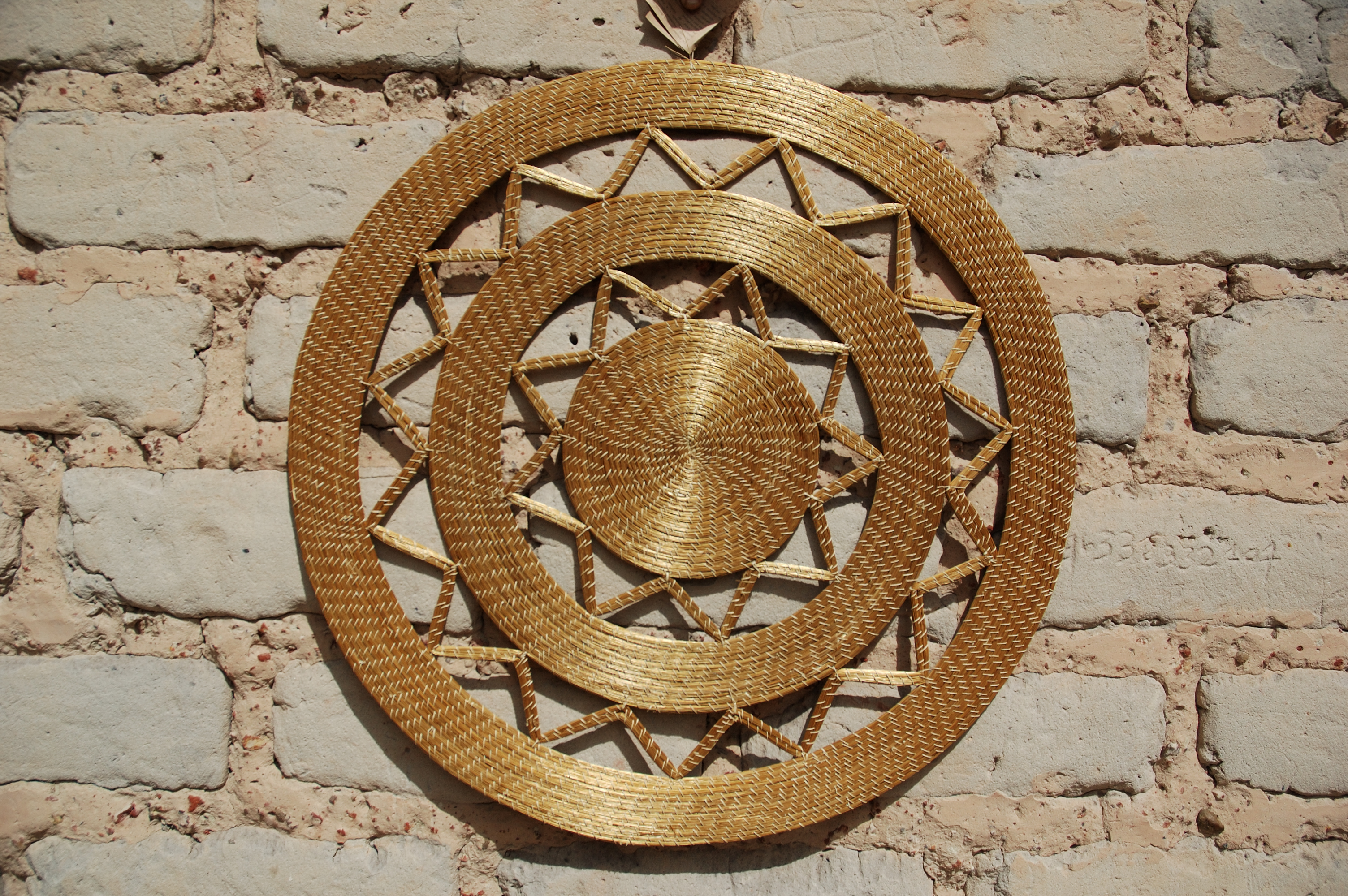
カッピンドウラードの壁掛けインテリア(曼荼羅模様)

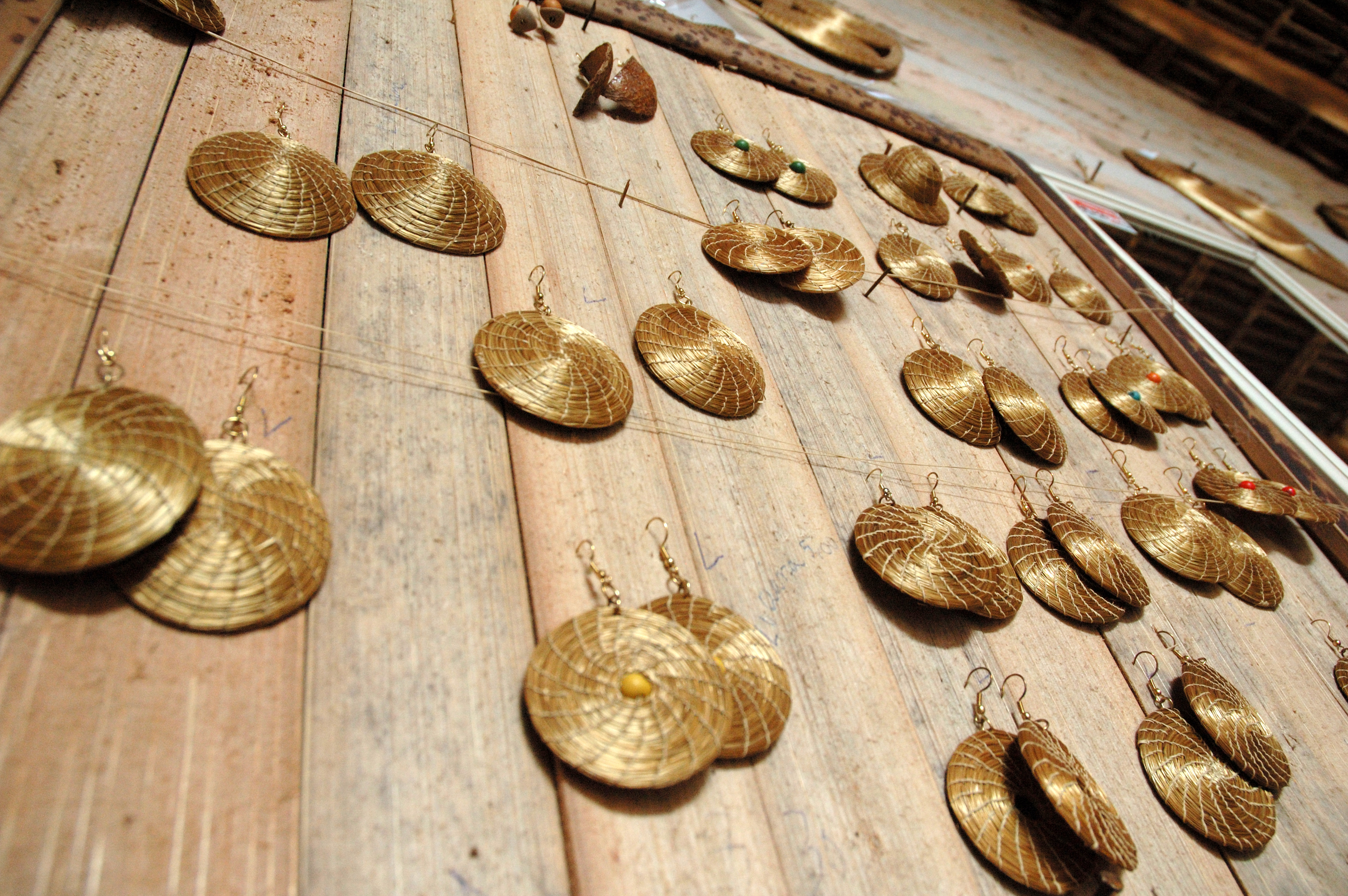
カッピンドウラードのイヤリング

カッピンドウラードをブリチシルク糸 (Seda de buriti) で編んだ手工芸品は、トカンチンス州のジャラパォンのムンブーカ (Mumbuca) にて先住民のシェレンチ族 (Xerente) が住民に編み方を教えたのが始まりだとされ、約80年ほどの歴史がある。初期には帽子や籠が販売用として一般的に作られていた。1996年から1998年頃、トカンチンス州政府や、マテイロス(Mateiros) を中心とした市町村は手工芸品の宣伝活動を支援し始め、同時に、エコツーリズムを目的とした旅行客が増加し、地域の活性化に貢献した。90年代の終わりにはカッピンドウラードの男性職人が増加し、2000年初めには職人や収穫する人による様々な組合が設立され、2007年現在、15の組合、600人以上の職人が登録されている。
カッピンドウラードは6〜8月に開花、受粉して種をつけ、9月の上旬に種が熟す。そして茎が乾くと金色に輝き出し工芸品の材料となる。トカンチンス州環境庁 (Naturatins) が管轄するジャラパォン州立公園では、9月20日が収穫の解禁日とされ、種の部分は収穫した元の場所に戻さなければならない。さらに、収穫した茎のままの状態ではジャラパォンの外には持ち出してはならず、必ず工芸品として加工してから販売しなければならない。
ジャラパォンでは、ジャラパォン州立公園を含む3つの地域が自然保護地区に指定されている他、別の2つの地域が環境保護地区に指定されており、放牧や牧畜のための開墾により自然破壊が進むセラード地帯の中でも数少ない保護地区の１つである。このセラード地帯は、コンサベーション・インターナショナル（Conservation International）が発表した34箇所の生物多様性のホットスポットのうちの一つである。
カッピンドウラードを使った手工芸品は、ブラジルのメディアでも頻繁に取り上げられ、ここ数年で高い人気を得ているが、日本国内では入手しにくい。